# Aechmea strobilina
Espèce
Classification phylogénétique
Aechmea strobilina est une espèce de plantes à fleurs de la famille des Bromeliaceae, endémique du Panama.

## Synonymes
- Bromelia strobilina Beurl.[1].

## Distribution
L'espèce est endémique du Panama.